# Sönam Choklang
Sönam Choklang (1439-1504) fue un líder religioso budista tibetano. Era de la provincia de Tsang. Fue reconocido póstumamente como el «segundo Panchen Lama».
Fundó el Monasterio de Wensa en Tsang, una ermita Gelug conocida por las enseñanzas de Wensa Nyengyu.